# クロッキーモデル
クロッキーモデル(CROCI model)は、ドイツ銀行グループが1995年から1996年にかけて独自に開発した株式分析手法である。 CROCI（クロッキー）は、Cash Return on Capital Investedの略で、「投下資本に対する現金収益比率」という意味の指標。

## 概要
全世界の大型株約750銘柄を対象として、会計データと企業の経済実態との隔たりを埋める定量的な調整を行い、株式の銘柄・業種分析や新しい指標等の算出を行っている。
新しい理論に基づく株式分析手法ではなく、むしろ、基本とする理論・手法は極めて伝統的かつ古典的である。「企業の現時点での市場における価値」と「企業の経営資源を再構築するために必要なコスト」を評価、比較する。
そして、クロッキーモデルは、指標や投資指標の算出にあたり会計データをそのまま用いず、精緻に構築した経済データを使用することに注力する。広く知られている基本的な株式分析手法を用い、データの精度を高めることに最も時間と労力をかけて分析することこそが、クロッキーモデルの最大の特徴といえる。
ドイツ銀行グループのクロッキー投資戦略＆評価グループが、クロッキーモデルにおけるデータ構築および投資指標の算出、投資戦略の立案を行っている。
既に世界の機関投資家から注目され、高く評価されている。